# Ленин (тип речных судов)
«Ленин» (проект 20) — серия советских трёхпалубных речных пассажирских дизель-электроходов, предназначенных для работы на скорых пассажирских линиях и совершения речных круизов в Волжском бассейне. Всего в 1958—1959 годах было построено два судна, «Ленин» (головное) и «Советский Союз».

## История создания

### Проект «Страна Советов»
Работы по проектированию большого речного пассажирского судна — «экспресса для Большой Волги» начались ещё в тридцатых годах. Это судно должно было стать первым трёхпалубным волжским судном. Необходимость его создания была обусловлена строительством водохранилищ. С одной стороны, эти водохранилища должны были сделать возможным использование на Волге больших судов со значительной осадкой, с другой стороны водохранилища меняли условия судоходства на Волге, требуя от судов большей «мореходности».
Ещё 21 октября 1932 года «Известия» опубликовали сообщение о конкурсе на лучшие проекты судов разных типов, в том числе и на лучший проект пассажирского судна для Волги. Победителем в этой номинации стал проект инженера-судостроителя В. И. Сергеева.
Через несколько лет началась разработка нового судна. Главным инженером проекта был Н. Ф. Мокеев, в проектировании принимал участие и В. И. Сергеев. К 1937 году проектирование было завершено. Было разработано три варианта судна, отличавшихся только силовой установкой (предлагались дизельная, дизель-электрическая и турбоэлектрическая установки). При любом варианте мощность двигательной установки должна была составлять 5400 л. с, чего должно было быть достаточно для обеспечения скорости 30 км/ч. Будущее судно должно было иметь 110 метров в длину, 12 м в ширину и осадку в 2 м. Было изготовлено семь моделей «Страны Советов» (так было решено назвать будущее судно), которые были разосланы возможным заказчикам. Однако строительство судов типа «Страна Советов» так и не началось из-за Великой Отечественной войны.

### Реализованный послевоенный проект 20
К проекту судна-экспресса для большой Волги вернулись только в пятидесятых годах. За основу был взят проект тридцатых годов, который, однако, был значительно переработан специалистами завода «Красное Сормово». В результате было создано фактически новое судно, значительно отличавшееся от проекта «Страны Советов». Было решено строить суда с дизель-электрической силовой установкой.
Первое судно дизель-электроход «Ленин», флагман речного пассажирского флота, было спущено на воду осенью 1958 года, а в 1959 году введён был в строй второй дизель-электроход «Советский Союз». Это был новый тип судна, отличающийся от всех ранее построенных речных пассажирских судов размерами, мощностью и комфортабельностью (главный конструктор А. Н. Каманин, главный строитель Н. К. Петухов).
После данного проекта крупные пассажирские речные суда в СССР не строились, а только проектировались и заказывались постройкой в ГДР, Чехословакии, Австрии.

## История эксплуатации и распространение
Оба судна были переданы Волжскому пароходству и использовалась на скорых пассажирских и туристических волжских линиях.
В 1984 году дизель-электроход «Ленин» сгорел во время ремонта и был списан. Дизель-электроход «Советский Союз» выведен из эксплуатации в 1996 году, и сохраняется до сих пор. Возможно его восстановление до рабочего состояния частным инвестором.

## Условия размещения пассажиров
Пассажиры размещались в одно- двух- трёх- и четырёхместных каютах. На судах типа «Ленин» пассажирские помещения были оборудованы такими новинками (на тот момент), как кондиционирование и телевидение. К услугам пассажиров на борту были киноконцертный зал на сто мест и ресторан.
Каюты, коридоры, салоны и вестибюли были оформлены шпоном ценных пород дерева, повинолом и линкрустом.

## Технические особенности
Помещения размещались в пяти ярусах — три яруса-палубы в надстройке и два яруса-трюма в корпусе. Корпус — стальной, сварной. В носовой части судов имелся трюм на сто тонн грузов.
Силовая установка состояла из трех тепловозных дизель-генераторов постоянного тока мощностью по 900 л. с. каждый из трех гребных электромоторов. Двигательные установки управлялись из рулевой рубки судна дистанционно, это были первые речные суда, где изменение режима хода производилось непосредственно судоводителем, без участия вахты в машинном отделении. Здесь же, в рубке, располагались такие современные на тот момент приборы, как радар и эхолот.
Судна имели подруливающие устройства, расположенные в носовой и кормовой части. Эти устройство облегчали маневрирование у причалов и в шлюзах.
Рулевое устройство судов состояло из электрической двухмоторной рулевой машины и трех подвесных балансирных обтекаемых рулей площадью по 4,3 м², расположенных за гребными винтами.

## Технические характеристики
- Класс речного регистра: М (лёд)
- Длина габаритная: 129,1 м
- Ширина габаритная:16,7 м
- Высота от основной линии: 15,82 м
- Осадка средняя: 2,94 м
- Водоизмещение с грузом, пассажирами и полными запасами: 2 385 тонн
- Доковый вес: 2 037 тонн
- Пассажировместимость общая: 332, из них
- 4 в каютах люкс
  - 10 в одноместных каютах
  - 262 в двухместных одноярусных каютах
  - 56 четырёхместных каютах
- В ресторане может разместиться 180 человек, в кафе-бар с танцплощадкой — 80 человек, в салонах — 91 человек, в киноконцертном зале — 100 человек
- Мест для членов экипажа: 98
- Грузоподъёмность: 60 или 100 тонн (по разным источникам)
- Двигатели:
  - 3 * Д50 (900 л. с. каждый). Гребная электроустановка постоянного тока.
- Скорость на глубокой воде: 25,5 км/ч